# 1078
Cette page concerne l'année 1078  du calendrier julien.
L'année 1078 est une année commune qui commence un lundi.

## Événements
- Le Turcoman Atsiz, menacé par les Fatimides à Damas, appelle Malik Shah Ier à son aide. Ce dernier envoie son frère Tutuch qui redresse la situation. Atsiz est tué par Tutuch qui fonde la dynastie Saljûqide de Syrie (fin en 1117) et se proclame sultan de Damas (fin en 1095). Tutuch prend Jérusalem, Jaffa et Saïda[1].
- Selon certaines sources, Suleyman ibn Kutulmuch prend Nicée aux Byzantins[2] (la date et les circonstances de cette acquisition sont débattues et les années de 1075 à 1081 sont aussi avancées). Maître des rives de Propontide et du Bosphore, il fonde la dynastie Seldjoukides de Rum (fin en 1308). L’Empire byzantin est menacé. Les Turcs forment désormais une masse de manœuvres proche de Constantinople, à disposition de tous les ambitieux : Nicéphore Bryenne les entraîne en Europe ; en Asie, Nicéphore Mélissènos leur donne accès à la Galatie et à la Phrygie où ils s’installent pour la première fois dans les villes.
- Le chiite persan Hassan ibn al-Sabbah, rallié aux Fatimides en 1071, devant l’avancée des sunnites en Iran, décide de s’installer en Égypte. Il rejoint au Caire en 1078[3] de nombreux intégristes religieux qui souhaitent réformer le califat chiite et se venger des Saljûqides sunnites. Nizar, le fils aîné du calife fatimide prend la tête du mouvement.

### Europe
- 7 janvier : le général Nicéphore Botanéiatès, révolté en Asie Mineure, est acclamé comme empereur byzantin[4].
- 3 mars : Robert Guiscard, qui assiège Bénévent depuis décembre 1077, est excommunié par le pape Grégoire VII, avec les autres barons normands[5].
- 23 mars : les partisans de Nicéphore III Botaniatès organisent un soulèvement à Constantinople[6].
- printemps : révolte du duc de Dyrrachium Nicéphore Basilakios.
- 2 avril : Nicéphore Botanéiatès entre dans Constantinople. Il est couronné empereur byzantin à Sainte-Sophie le lendemain (fin en 1081)[6]. Michel VII abdique et est nommé archevêque d’Éphèse. Nicéphore épouse sa femme Marie d'Alanie) et le remplace[7]. Il se maintient grâce à l’habileté militaire d’Alexis Comnène[6]. Marie d'Alanie adopte Alexis Comnène afin d'en faire le protecteur de son fils Constantin Doukas et de protéger ses droits au trône face à Nicéphore[7]. Marie et Alexis sont probablement amants.
- 5 avril : à la mort de son père Richard, Jourdain Ier d'Aversa lève le siège de Naples et se réconcilie avec le pape Grégoire, alors qu'un soulèvement éclate en Pouilles contre Robert Guiscard[8]. Grégoire VII autorise l'abbé du Mont-Cassin, Didier, très lié avec Jourdain de Capoue aussi bien qu'avec Robert Guiscard à négocier la paix entre eux[9].
- Printemps (mai ?)[10] : l'usurpateur byzantin Nicéphore Bryenne est vaincu par Alexis Comnène à la bataille de Kalavrya en Thrace, avec l’aide de trois corps turcs envoyés par le sultan Suleyman. Alexis n'est pas reçu à Constantinople et est aussitôt envoyé lutter contre la révolte de Nicéphore Basilakios[7].
- Été[10] : Nicéphore Basilakios, qui s'est fait proclamé empereur byzantin à Thessalonique, est battu par Alexis Comnène sur le Vardar. Fait prisonnier, il est conduit à Constantinople et aveuglé. Alexis est reçu en triomphe dans la capitale et obtient la dignité de sébaste[7].
- 7 août : bataille indécise de Mellrichstadt entre l'empereur Henri IV et son compétiteur Rodolphe de Souabe[11].
- 25 août : mort d'Herluin. Anselme est élu abbé du Bec (Normandie)[12].
- 3 octobre : bataille de la Nezhatina Niva (aujourd'hui Nijyn)[13]. Mort de Iziaslav Ier. Début du règne de Vsevolod Ier, prince de Kiev (fin en 1093). Le prince Oleg Sviatoslavitch, vaincu, se réfugie à Tmutarakan et tente probablement de prendre possession de la Khazarie mais échoue et les Khazars le livrent à l'empereur byzantin Nicéphore Botaniatès en 1079. Il est exilé pendant deux ans à Rhodes où il épouse Théophano Mouzalonissa, issue d'une riche famille byzantine. Après un arrangement avec Alexis Comnène, il retourne à Tmutarakan en 1083 avant de rentrer en Russie en 1094 avec l'aide des Coumans[14].
- Novembre : le pape Grégoire VII excommunie Nicéphore III Botaniatès au cinquième concile de Rome[15] peu après son accession au trône (il avait d'excellente relations avec Michel VII et envisageait déjà le principe d'une expédition militaire en Orient).
- Décembre[16] : Guillaume le Conquérant met le siège devant Gerberoy où son fils Robert Courteheuse s'est révolté à l’instigation de Philippe Ier de France[17].

- Hugues, duc de Bourgogne, intervient en Espagne[18].
- Révolte de l’aristocratie polonaise appuyée par l’empereur Henri IV.